# 埃文斯穹丘
74°51′S 100°25′W / 74.850°S 100.417°W
埃文斯穹丘是南極洲的穹丘，位於埃爾斯沃思地，處於韋伯冰原島峰西南面17公里，是哈德森山脈的西南端，根據美國地質調查局的測量和美國海軍的空中照片被繪入地圖。